# Filmografija Ernesta Alonsa
Ernesto Alonso je bio meksički glumac i producent, a u ovom je članku data njegova filmografija.

## Filmovi
| Naziv                          | Godina | Uloga                 | Izvor |
| ------------------------------ | ------ | --------------------- | ----- |
| Papacito lindo                 | 1939.  |                       | [ 1 ] |
| La gallina clueca              | 1941.  | Roberto               |       |
| Historia de un gran amor       | 1942.  | Sacristán             |       |
| La virgen que forjó una patria | 1942.  | Ignacio Allende       | [ 1 ] |
| El padre Morelos               | 1943.  |                       |       |
| El jorobado                    | 1943.  | Felipe de Gonzaga     |       |
| El globo de Cantolla           | 1943.  |                       |       |
| La corte de faraón             | 1944.  | Micerino              |       |
| Marina                         | 1945.  | Pascual               |       |
| El jagüey de las ruinas        | 1945.  |                       |       |
| El monje blanco                | 1945.  | Fray Can              |       |
| La pajarera                    | 1945.  | Bernardo              |       |
| Bodas trágicas                 | 1946   | Octavio               |       |
| La mujer de todos              | 1946   | Carlos                |       |
| Crimen en la alcoba            | 1946.  | Federico Alarcón      |       |
| El gallero                     | 1948.  | Trinidad              |       |
| El precio de la gloria         | 1949.  | Alberto Reyes         |       |
| La dama del velo               | 1949.  | Cristobal Gómez Peña  |       |
| Felipe de Jesús                | 1949.  | Felipe de las Casas   |       |
| Otra primavera                 | 1950.  | Arturo Montesinos     |       |
| Las joyas del pecado           | 1950.  |                       |       |
| Mala hembra                    | 1950.  |                       |       |
| Los olvidados                  | 1950.  |                       | [ 1 ] |
| Trotacalles                    | 1951.  | Rodolfo               |       |
| La mujer sin lágrimas          | 1951.  | Carlos                |       |
| El puerto de los siete vicios  | 1951.  | El mirlo              |       |
| Un príncipe de la iglesia      | 1952.  |                       |       |
| Mujer de medianoche            | 1952.  |                       |       |
| La cobarde                     | 1953.  | Arturo                |       |
| Abismos de pasión              | 1953.  | Eduardo               | [ 1 ] |
| Reportaje                      | 1953.  |                       |       |
| Orquídeas para mi esposa       | 1954.  | Ricardo del Río       |       |
| Casa de muñecas                | 1954.  | Eduardo Anguiano      |       |
| Una mujer en la calle          | 1955.  | José Luis             |       |
| Maternidad imposible           | 1955.  |                       |       |
| Ensayo de un crimen            | 1955.  | Archibaldo de la Cruz |       |
| Con quién andan nuestras hijas | 1956.  | Don Eduardo Ríos      |       |
| Coronación                     | 1976.  | Andrés Avalos         |       |
| El maleficio 2                 | 1986.  | Enrique de Martino    |       |

## TV-serije
| Naziv                    | Godina | Uloga                            | Bilješke     | Izvor |
| ------------------------ | ------ | -------------------------------- | ------------ | ----- |
| Cartas de amor           | 1960.  |                                  |              |       |
| Niebla                   | 1961.  |                                  |              |       |
| La leona                 | 1961.  |                                  |              |       |
| Las momias de Guanajuato | 1962.  |                                  |              |       |
| La cobarde               | 1962.  |                                  |              |       |
| Tres caras de mujer      | 1963.  |                                  |              |       |
| Las modelos              | 1963.  |                                  |              |       |
| Cristina Guzmán          | 1966.  |                                  |              |       |
| Leyendas de México       | 1968.  |                                  |              |       |
| Puente de amor           | 1969.  |                                  |              |       |
| Más allá de la muerte    | 1969.  | Octavio Duran                    |              |       |
| Cartas sin destino       | 1973.  | Marcelo                          |              |       |
| La tierra                | 1974.  | Don Antonio                      |              |       |
| Mundos opuestos          | 1975.  | Claudio de la Mora               |              |       |
| Corazón salvaje          | 1977.  |                                  |              |       |
| Pecado de amor           | 1978.  | Miguel Ángel                     |              |       |
| Aprendiendo a amar       | 1979.  | César                            |              |       |
| El maleficio             | 1983.  | Enrique de Martino               | Glavna uloga |       |
| Lo blanco y lo negro     | 1989.  | Ángel de Castro/Silvio de Castro |              |       |
| Televiteatros            | 1993.  |                                  |              |       |
| Bajo un mismo rostro     | 1995.  | Melchor                          |              |       |
| Abrázame muy fuerte      | 2000.  | Bosco                            |              |       |
| Između ljubavi i mržnje  | 2002.  |                                  |              |       |